# حقبة الطلائع الوسطى
حقبة الطلائع الوسطى (باللاتينية: Mesoproterozoic)، وهي الحقبة الثانية من حقب الدهر السحيق الثلاثة. استغرقت 600 مليون سنة، امتدت من 1600 إلى 1000 مليون سنة مضت، لمدة 600 مليون سنة تقريبا. تم تعريف هذه الحقبة زمنياً ولا يُشار إليها بمستوى معين لطبقة صخرية على الأرض. وهي الفترة الأولى من تاريخ الأرض التي سجلها محفوظ إلى حد ما. كانت القارات موجودة في الحقبة السابقة (الطلائع القديمة)، لكن لا يعرف عنها إلا القليل. كانت الكتل القارية لحقبة الطلائع الوسطى أكثر أو أقل من تلك الموجودة اليوم.

## أهم الأحداث والخصائص
أهم الأحداث في هذه الحقبة هي تشكل القارة العملاقة رودينيا وتفكك القارة العملاقة كولومبيا. وتطور التكاثر الجنسي. تميزت هذه الحقبة بتطور الصفائح القارية والصفائح التكتونية. وأول حادثة تشكل جبلي واسع النطاق، كانت تجبل غرينفيل، ولا تزال هناك أدلة لها كثيرة محفوظة، قد حدثت في هذه الفترة.
كانت في هذه الحقبة اقصي قدر من تنوع الستروماتوليت ووفرته قبل أن تتناقص في حقبة الطلائع الحديثة. وشهدت هذه الحقبة تطور التكاثر الجنسي، التي زادت من تعقد الحياة القادمة. وكانت بداية تطور الحياة المجتمعية بين الكائنات الحية، متعددة الخلايا. على ما يبدو قد كانت هذه الحقبة حرجة، ولكنها لا تزال غير مفهومة بشكل جيد، حيث حدثت تغيرات في كيميائية البحر، ورواسب الأرض، وتكوين الهواء. في بداية الحقبة ارتفع مستوى الأكسجين إلى 1% عن مستويات اليوم واستمرت في الارتفاع طوال الفترة.

## الأقسام الفرعية
تتكون حقبة الطلائع الوسطى من ثلاثة عصور:
| الدهر   | الحقبة          | العصر    | أهم الأحداث | البداية (م.س.مضت) |
| ------- | --------------- | -------- | --- | ----------------- |
| الطلائع | الطلائع الحديثة | التوني   | أحدث | أحدث              |
| الطلائع | الطلائع الوسطى  | الستني   | - أحداث جيولوجية: أحزمة ضيقة جدا لصخور متحولة بسبب تكون الجبال عندما تشكلت القارة العظمى رودينيا، المحاطة بالمحيط الأفريقي. بداية تكون جبال سفكونورويجيان. احتمال بداية التكون المـتأخر لجبال روكر/نيمرود في القارة القطبية الجنوبية. تكون جبال وكتلة مسجريف وسط استراليا (تقريبا 1080 مليون سنة مضت). - أحداث حيوية : تناقص الستروماتوليت مع تكاثر الطحالب. | 1200              |
| الطلائع | الطلائع الوسطى  | الإكتاسي | - أحداث جيولوجية: استمرار توسع أغطية الرواسب البركانية. تكون جبال جرينفيل في أمريكا الشمالية. تفكك قارة كولومبيا العملاقة. - أحداث حيوية : نشأت مستعمرات الطحالب الخضراء في البحار. | 1400              |
| الطلائع | الطلائع الوسطى  | الكالمي  | - أحداث جيولوجية: توسع غطاء الرواسب البركانية. تكون جبال باراموندي عند حوض مكارثر في أستراليا الشمالية، وتكون جبال أيسان (تقريبا 1,600 مليون سنة مضت). وتكون كتلة جبل إيزا، كوينزلاند. - أحداث حيوية : ظهور البلاستيديات العتيقة (أول كائنات حقيقية النواة تحتوي على بلاستيدات من البكتيريا الزرقاء؛ مثل الطحالب الحمراء والخضراء) وخلفيات السوط (التي أدت إلى ظهور أول الفطريات والبعديات الصحيحة). بدأت الاكريتارك (ربما بقايا الطحالب البحرية) في الظهور في السجل الأحفوري. | 1600              |
| الطلائع | الطلائع القديمة | الستاثري | أقدم | أقدم              |